# Хованский сельсовет (Шаховской район)
Хованский сельсовет — упразднённая административно-территориальная единица, существовавшая на территории Московской губернии и Московской области до 1954 года.
Хованский сельсовет возник в первые годы советской власти. По данным 1921 года он находился в составе Судисловской волости Волоколамского уезда Московской губернии.
По данным 1926 года в состав сельсовета входили 3 населённых пункта — Ховань, Вишенки и Софьино.
В 1929 году Хованский с/с был отнесён к Шаховскому району Московского округа Московской области.
14 июня 1954 года Хованский с/с был упразднён, а его территория (селения Вишенки, Софьино и Ховань) в полном составе передана в Паршинский с/с.